# Panulirus
Panulirus là một chi tôm hùm trong họ Palinuridae. Nhiều loài tôm rồng trong chi này là các loài có giá trị kinh tế và đã và đang được khai thác.

## Các loài
Hiện tại ghi nhận các loài sau:
- Panulirus argus (Latreille, 1804)
- Panulirus brunneiflagellum Sekiguchi & George, 2005
- Panulirus cygnus George, 1962
- Panulirus echinatus Smith, 1869
- Panulirus femoristriga (von Martens, 1872)
- Panulirus gracilis Streets, 1871
- Panulirus guttatus (Latreille, 1804)
- Panulirus homarus (Linnaeus, 1758): Tôm hùm đá
- Panulirus inflatus (Bouvier, 1895)
- Panulirus interruptus (Randall, 1840)
- Panulirus japonicus (von Siebold, 1824)
- Panulirus laevicauda (Latreille, 1817)
- Panulirus longipes (A. Milne-Edwards, 1868)
- Panulirus marginatus (Quoy & Gaimard, 1825)
- Panulirus ornatus (Fabricius, 1798): Tôm hùm bông
- Panulirus pascuensis Reed, 1954
- Panulirus penicillatus (Olivier, 1791)
- Panulirus polyphagus (Herbst, 1793)
- Panulirus regius De Brito Capello, 1864
- Panulirus stimpsoni Holthuis, 1963
- Panulirus versicolor (Latreille, 1804): Tôm hùm sen